# بارت سوئینگز
بارت سوئینگز (انگلیسی: Bart Swings؛ زادهٔ ۱۲ فوریهٔ ۱۹۹۱) اسکیت‌باز سرعت اهل بلژیک است.